# Consulado (métro de Mexico)
Consulado est une station de correspondance entre les lignes 4 et 5 du métro de Mexico. Elle est située au nord de Mexico sur le bord de Venustiano Carranza et Gustavo A. Madero.

## La station
Le nom vient de sa position dans l'avenue Rio Consulado, ainsi nommée car elle fut construit dans l'ancien lit de la rivière du même nom, qui a été canalisée et coule à présent sous l'avenue. L'icône de la station est donc une coupe transversale d'un tuyau qui transporte de l'eau, symbolisant le tube de la rivière.
Cette station a brièvement servi de terminal de la ligne 5 de son inauguration en décembre 1981 à juillet 1982, lorsqu'elle fut étendue à La Raza. Elle a pour particularité que la correspondance se fait par une rampe extérieure entièrement visible. Ce fut la première connexion de ce type sur le réseau, le second se situant à Oceanía, également sur la ligne 5.